# Phare de Den Oever
Le phare de Den Oever est un phare inactif situé à Den Oever sur la commune de Hollands Kroon, province de Hollande-Septentrionale aux Pays-Bas.
Il était géré par le Rijkswaterstaat , l'organisation nationale de l'eau des Pays-Bas.
Il est classé monument national en 1998 par l'Agence du patrimoine culturel des Pays-Bas .

## Histoire
Érigé en 1885, le phare préfabriqué en fonte réalisée par Penn & Bauduin à Dordrecht était à l'origine situé à l'extrémité ouest de l'ancienne île de Wieringen, où il servait de feu arrière pour deux feux directionnels. En 1930, lorsque l'Afsluitdijk (digue de fermeture) fut achevée, la tour fut déplacée à l’est de Wieringen, à l’est de Den Oever.
Alors que la lumière était dirigée maintenant vers la mer des Wadden, elle a été déplacée vers le sud en 1932 et tournée pour faire face à l'IJsselmeer (Lac d'IJssel). Le phare a été désactivé en 2009.
En 2016, la municipalité de Den Oever a demandé que le phare soit déplacé vers un emplacement dans le port, et les ingénieurs de l'armée néerlandaise ont procédé à cette relocalisation en mars 2017. Le phare se trouve maintenant au bout de la jetée d’Oostkade, du côté sud de l’entrée du port d'IJsselmeer.

## Description
Ce phare  est une tour en fonte à base hexagonale à claire-voie, avec une galerie et une lanterne de 16 m de haut. La tour est peinte en rouge et la boule de la lanterne est blanche. Son feu isophase émettait, à une hauteur focale de 15 m, un éclat blanc, rouge et vert selon secteurs de 2.5 secondes par période de 15 secondes. Sa portée était de 10 milles nautiques (environ 19 km) pour le feu blanc et 7 milles nautiques (environ 13 km) pour le feu rouge et le feu vert.
Identifiant : ARLHS : NET-006 ; NL-1584 - ex-Amirauté : B0879 .

## Caractéristique dufeu maritime
Fréquence : 5 secondes (WRG)
- Lumière : 2.5 secondes
- Obscurité : 2.5 secondes

|                      |
| Le phare et la digue |

|          |
| Le phare |

### Lien connexe
- Liste des phares des Pays-Bas